# Žice
Žice este o localitate din comuna Sveta Ana, Slovenia, cu o populație de 270 de locuitori.